# Gran Premio de Sudáfrica de Motociclismo de 1999
El Gran Premio de Sudáfrica de Motociclismo de 1999 fue la decimocuarta prueba del Campeonato del Mundo de Motociclismo de 1999. Tuvo lugar en el fin de semana del 8 al 10 de octubre de 1999 en el Phakisa Freeway, situado en Welkom, Provincia del Estado Libre, Sudáfrica. La carrera de 500cc fue ganada por Max Biaggi, seguido de Sete Gibernau y Àlex Crivillé. Valentino Rossi ganó la prueba de 250cc, por delante de Shinya Nakano y Olivier Jacque. La carrera de 125cc fue ganada por Gianluigi Scalvini, Arnaud Vincent fue segundo y Marco Melandri tercero.

## Resultados 500cc
| Pos.    | N.º | Piloto              | Constructor | Vueltas | Tiempo/Retirado | Grilla | Puntos |
| ------- | --- | ------------------- | ----------- | ------- | --------------- | ------ | ------ |
| 1       | 2   | Max Biaggi          | Yamaha      | 28      | 45:24.602       | 2      | 25     |
| 2       | 15  | Sete Gibernau       | Honda       | 28      | +4.822          | 3      | 20     |
| 3       | 3   | Àlex Crivillé       | Honda       | 28      | +5.138          | 6      | 16     |
| 4       | 8   | Tadayuki Okada      | Honda       | 28      | +10.432         | 1      | 13     |
| 5       | 14  | Juan Bautista Borja | Honda       | 28      | +14.187         | 5      | 11     |
| 6       | 4   | Carlos Checa        | Yamaha      | 28      | +14.282         | 7      | 10     |
| 7       | 9   | Nobuatsu Aoki       | Suzuki      | 28      | +22.636         | 14     | 9      |
| 8       | 24  | Garry McCoy         | Yamaha      | 28      | +33.224         | 13     | 8      |
| 9       | 6   | Norick Abe          | Yamaha      | 28      | +41.357         | 11     | 7      |
| 10      | 19  | John Kocinski       | Honda       | 28      | +44.052         | 9      | 6      |
| 11      | 5   | Alex Barros         | Honda       | 28      | +56.083         | 8      | 5      |
| 12      | 26  | Haruchika Aoki      | TSR-Honda   | 28      | +56.443         | 15     | 4      |
| 13      | 17  | Jurgen vd Goorbergh | MuZ Weber   | 28      | +57.117         | 10     | 3      |
| 14      | 55  | Régis Laconi        | Yamaha      | 28      | +59.166         | 12     | 2      |
| 15      | 31  | Tetsuya Harada      | Aprilia     | 28      | +59.290         | 17     | 1      |
| 16      | 68  | Mark Willis         | Modenas KR3 | 28      | +1:06.003       | 16     |        |
| 17      | 25  | José Luis Cardoso   | TSR-Honda   | 28      | +1:11.108       | 24     |        |
| 18      | 35  | Anthony Gobert      | MuZ Weber   | 28      | +1:17.861       | 19     |        |
| 19      | 22  | Sébastien Gimbert   | Honda       | 28      | +1:18.332       | 20     |        |
| 20      | 52  | José David de Gea   | Modenas KR3 | 28      | +1:25.564       | 18     |        |
| 21      | 37  | Steve Martin        | Honda       | 28      | +1:25.971       | 22     |        |
| 22      | 10  | Kenny Roberts, Jr.  | Suzuki      | 27      | +1 Vuelta       | 4      |        |
| Ret     | 21  | Michael Rutter      | Honda       | 9       | Retirado        | 23     |        |
| Ret     | 20  | Mike Hale           | Modenas KR3 | 5       | Retirado        | 21     |        |
| Fuente: |     |                     |             |         |                 |        |        |

- Pole Position: Tadayuki Okada, 1:35.930
- Vuelta Rápida: Sete Gibernau, 1:36.554

## Resultados 250cc
| Pos.    | N.º | Piloto           | Constructor | Vueltas | Tiempo/Retirado | Grilla | Puntos |
| ------- | --- | ---------------- | ----------- | ------- | --------------- | ------ | ------ |
| 1       | 46  | Valentino Rossi  | Aprilia     | 26      | 42:57.870       | 6      | 25     |
| 2       | 56  | Shinya Nakano    | Yamaha      | 26      | +1.913          | 2      | 20     |
| 3       | 19  | Olivier Jacque   | Yamaha      | 26      | +3.862          | 4      | 16     |
| 4       | 4   | Tohru Ukawa      | Honda       | 26      | +4.131          | 3      | 13     |
| 5       | 1   | Loris Capirossi  | Honda       | 26      | +19.739         | 1      | 11     |
| 6       | 12  | Sebastián Porto  | Yamaha      | 26      | +23.224         | 9      | 10     |
| 7       | 7   | Stefano Perugini | Honda       | 26      | +26.461         | 7      | 9      |
| 8       | 37  | Luca Boscoscuro  | TSR-Honda   | 26      | +28.366         | 11     | 8      |
| 9       | 14  | Anthony West     | TSR-Honda   | 26      | +37.644         | 13     | 7      |
| 10      | 21  | Franco Battaini  | Aprilia     | 26      | +42.837         | 10     | 6      |
| 11      | 24  | Jason Vincent    | Honda       | 26      | +45.558         | 12     | 5      |
| 12      | 11  | Tomomi Manako    | Yamaha      | 26      | +51.489         | 5      | 4      |
| 13      | 66  | Alex Hofmann     | TSR-Honda   | 26      | +57.309         | 16     | 3      |
| 14      | 36  | Masaki Tokudome  | TSR-Honda   | 26      | +57.544         | 14     | 2      |
| 15      | 10  | Fonsi Nieto      | Yamaha      | 26      | +1:35.573       | 21     | 1      |
| 16      | 79  | Shane Norval     | Honda       | 26      | +1:42.183       | 20     |        |
| 17      | 16  | Johan Stigefelt  | Yamaha      | 25      | +1 Vuelta       | 24     |        |
| 18      | 17  | Maurice Bolwerk  | TSR-Honda   | 25      | +1 Vuelta       | 15     |        |
| 19      | 80  | Adrian Coates    | Aprilia     | 25      | +1 Vuelta       | 18     |        |
| 20      | 32  | Markus Barth     | Yamaha      | 25      | +1 Vuelta       | 23     |        |
| Ret     | 41  | Jarno Janssen    | TSR-Honda   | 24      | Retirado        | 17     |        |
| Ret     | 58  | Matías Ríos      | Aprilia     | 15      | Retirado        | 22     |        |
| Ret     | 23  | Julien Allemand  | TSR-Honda   | 4       | Accidente       | 19     |        |
| Ret     | 18  | Scott Smart      | Aprilia     | 3       | Retirado        | 25     |        |
| Ret     | 6   | Ralf Waldmann    | Aprilia     | 0       | Accidente       | 8      |        |
| DNS     | 15  | David García     | Yamaha      |         | No empezó       |        |        |
| Fuente: |     |                  |             |         |                 |        |        |

- Pole Position: Loris Capirossi, 1:38.287
- Vuelta Rápida: Valentino Rossi, 1:37.624

## Resultados 125cc
| Pos.    | N.º | Piloto               | Constructor | Vueltas | Tiempo/Retirado | Grilla | Puntos |
| ------- | --- | -------------------- | ----------- | ------- | --------------- | ------ | ------ |
| 1       | 8   | Gianluigi Scalvini   | Aprilia     | 24      | 41:41.665       | 1      | 25     |
| 2       | 21  | Arnaud Vincent       | Aprilia     | 24      | +0.660          | 4      | 20     |
| 3       | 13  | Marco Melandri       | Honda       | 24      | +0.844          | 2      | 16     |
| 4       | 15  | Roberto Locatelli    | Aprilia     | 24      | +8.084          | 6      | 13     |
| 5       | 23  | Gino Borsoi          | Aprilia     | 24      | +17.277         | 15     | 11     |
| 6       | 16  | Simone Sanna         | Honda       | 24      | +17.667         | 3      | 10     |
| 7       | 41  | Youichi Ui           | Derbi       | 24      | +22.769         | 11     | 9      |
| 8       | 5   | Lucio Cecchinello    | Honda       | 24      | +23.794         | 14     | 8      |
| 9       | 44  | Alessandro Brannetti | Aprilia     | 24      | +24.187         | 16     | 7      |
| 10      | 10  | Jerónimo Vidal       | Aprilia     | 24      | +35.785         | 9      | 6      |
| 11      | 17  | Steve Jenkner        | Aprilia     | 24      | +38.565         | 20     | 5      |
| 12      | 22  | Pablo Nieto          | Derbi       | 24      | +39.264         | 13     | 4      |
| 13      | 29  | Ángel Nieto, Jr.     | Honda       | 24      | +50.228         | 18     | 3      |
| 14      | 4   | Masao Azuma          | Honda       | 24      | +53.917         | 8      | 2      |
| 15      | 1   | Kazuto Sakata        | Honda       | 24      | +54.458         | 19     | 1      |
| 16      | 11  | Max Sabbatani        | Honda       | 24      | +54.733         | 21     |        |
| 17      | 18  | Reinhard Stolz       | Honda       | 24      | +56.884         | 23     |        |
| 18      | 9   | Frédéric Petit       | Aprilia     | 24      | +1:00.750       | 22     |        |
| 19      | 94  | Beaumont Levy        | Honda       | 24      | +1:39.377       | 25     |        |
| Ret     | 7   | Emilio Alzamora      | Honda       | 11      | Accidente       | 12     |        |
| Ret     | 26  | Ivan Goi             | Honda       | 11      | Accidente       | 7      |        |
| Ret     | 6   | Noboru Ueda          | Honda       | 11      | Accidente       | 5      |        |
| Ret     | 32  | Mirko Giansanti      | Aprilia     | 10      | Retirado        | 10     |        |
| Ret     | 24  | Robbin Harms         | Aprilia     | 9       | Retirado        | 26     |        |
| Ret     | 12  | Randy de Puniet      | Aprilia     | 7       | Retirado        | 24     |        |
| Ret     | 54  | Manuel Poggiali      | Aprilia     | 6       | Retirado        | 17     |        |
| DNQ     | 93  | Robert Portman       | Honda       |         | No clasificó    |        |        |
| Fuente: |     |                      |             |         |                 |        |        |

- Pole Position: Gianluigi Scalvini, 1:43.404
- Vuelta Rápida: Gianluigi Scalvini, 1:43.324